# Escrita takri
A Escrita Takri (por vezes chamada Tankri) é um sistema abugida de escrita da família Caxemira. Também se relaciona à Escrita Gurmukhī utilizada pelo Panjabi.

## Utilização
Até 1940 o Takri era a escrita oficial da Língua dogri no estado de Jammu e Caxemira. Também foi muito usada por muitas das línguas Pahari, Nepalis e Dárdicas na região oeste do Himalaia. Como exemplo temos as línguas Gaddi ou Gaddki (da etnia Gaddi), Kashtwari (forma dialetal usada na região Kishtwar de "Jammu e Caxemira") e Chamiyali (falada em "Chamba", Himachal Pradesh).

## Nome
A origem do nome da língua, também chamada Takari, Takkari Tankri e Ṭākarī, é incerta. Alguns alegam ser derivado de ‘ṭaṅkā (moeda), outros relacionam com os Takkas, antiga classe de proprietários de terra no Panjabe, que usaria essa escrita.

## Características
A escrita é abugida, ou seja, silábica, embora haja também dez vogais independentes. São 33 símbolos para sons consoantes básicos, considerando a vogal de som A; há ainda quatro símbolos auxiliares para essas consoantes. São dez os símbolos para vogais ou ditongos independentes e nove símbolos para diacríticos que se juntam às consoantes para formar sons com vogais diferentes de "A". Usam-se também nove símbolos para numerais de 1 a 9 e ainda o ponto (.) para simbolizar o "zero".

## História
O alfabeto Takri é de origem "Brâhmica" e se relaciona com as Escritas Śāradā, Landa e Gurmukhī. Descende do alfabeto Devāśesa, que teria derivado do Sharada no século XIV. Veio a se tornar uma escrita distinta no século XVI.
O Takri foi a escrita oficial em áreas do norte e nordeste da Índia desde o século XVII até meados do século XX. Uma versão dessa escrita foi oficial do antigo estado de Chamba (hoje parte de Himachal Pradesh) para escrever a língua chambeali. A versão do Takri chamada "Dogra Akkhar" foi usada para escrever o Dogri em Jammu e Caxemira, tendo sido oficial desde 1860 até 1944, quando foi substituída pelo Devanagari.
Takri foi usada também em selos e carimbos postais, para tradução do Sânscrito para Dogri; registros, correspondências e decretos oficiais, traduções de textos cristãos para o Chambeali; em pinturas Pahari. Foi usado também para escrever línguas como Gaddi, Jaunsari, Kashtwari, Kulvi e Mandeali.
Desde que o Takri caiu em desuso, houve esforços diversos em revivê-lo para as línguas Dogri Kishtwari e Kulvi nos estados de Jammu e Caxemira e Himachal Pradesh, onde o governo local criou um programa para treinar especialistas em Takri em conjunto com a Universidade Nacional Aberta Indira Gandhi.

## Unicode
Há projeto para codificar a Escrita Takri em Unicode. Anshuman Pandey apresentou proposta nesse sentido ao "Unicode Technical Committee". a qual foi aceita de forma preliminar e será publicada numa versão future dentro do padrão Unicode.

## Renascimento
Desde que a escrita Takri caiu em desuso, houve esporádicas tentativas de reviver a escrita em Jammu, na Caxemira e em Himachal Pradesh. As línguas Kashtwari e Kulluvi realizaram esforços recentes nesse sentido.
Hoje é utilizável por essas duas línguas, pelas línguas Sirmauri, Chamiyali e Dogri.

### Externas
- Alfabeto Takri
- Exemplos do uso do Takri em selos oficiais da Caxemira
- Comparações entre Takri e escritas relacionadas (em castelhano)
- Discussão sobre escrita Gaddi com referências ao Takri
- Escrita Takri em Omniglot.com
- Antigas escritas - Takri
- Informações sobre alfabeto Takri
- Linguística - escrita Takri
- Filatelia - Glossário do Takri